# Nahuel Tenaglia
Nahuel Tenaglia (Saladillo, 1996. február 21. –) argentin labdarúgó, a Talleres hátvédje.

## Pályafutása
Tenaglia az argentínai Saladillo városában született. Az ifjúsági pályafutását a Boca Juniors csapatában kezdte, majd az Atlanta akadémiájánál folytatta.
2017-ben mutatkozott be az Atlanta felnőtt keretében. 2017 nyarán a Tallereshez igazolt. A 2021–22-es szezon második felében és a 2022–23-as szezonban a spanyol első osztályban szereplő Alavésnél szerepelt kölcsönben. Először a 2022. február 5-ei, Elche ellen 3–1-re elvesztett mérkőzés 54. percében, Martín Aguirregabiria cseréjeként lépett pályára. Első gólját 2022. szeptember 10-én, a Lugo ellen idegenben 2–1-es győzelemmel zárult találkozón szerezte meg.

## Statisztikák
2023. június 17. szerint
| Klub                | Szezon   | Osztály          | Bajnokság | Bajnokság | Kupa és Ligakupa | Kupa és Ligakupa | Nemzetközi | Nemzetközi | Összesen | Összesen |
| Klub                | Szezon   | Osztály          | Meccs     | Gól       | Meccs            | Gól              | Meccs      | Gól        | Meccs    | Gól      |
| ------------------- | -------- | ---------------- | --------- | --------- | ---------------- | ---------------- | ---------- | ---------- | -------- | -------- |
| Alavés (kölcsönben) | 2021–22  | La Liga          | 14        | 0         | 0                | 0                | —          | —          | 14       | 0        |
| Alavés (kölcsönben) | 2022–23  | Segunda División | 38        | 3         | 1                | 0                | —          | —          | 39       | 3        |
| Alavés (kölcsönben) | Összesen | Összesen         | 52        | 3         | 1                | 0                | 0          | 0          | 52       | 3        |
| Összesen            | Összesen | Összesen         | 52        | 3         | 1                | 0                | 0          | 0          | 52       | 3        |

## Sikerei, díjai
Alavés
- Segunda División
  - Feljutó (1): 2022–23